# Синдром Мартина Идена

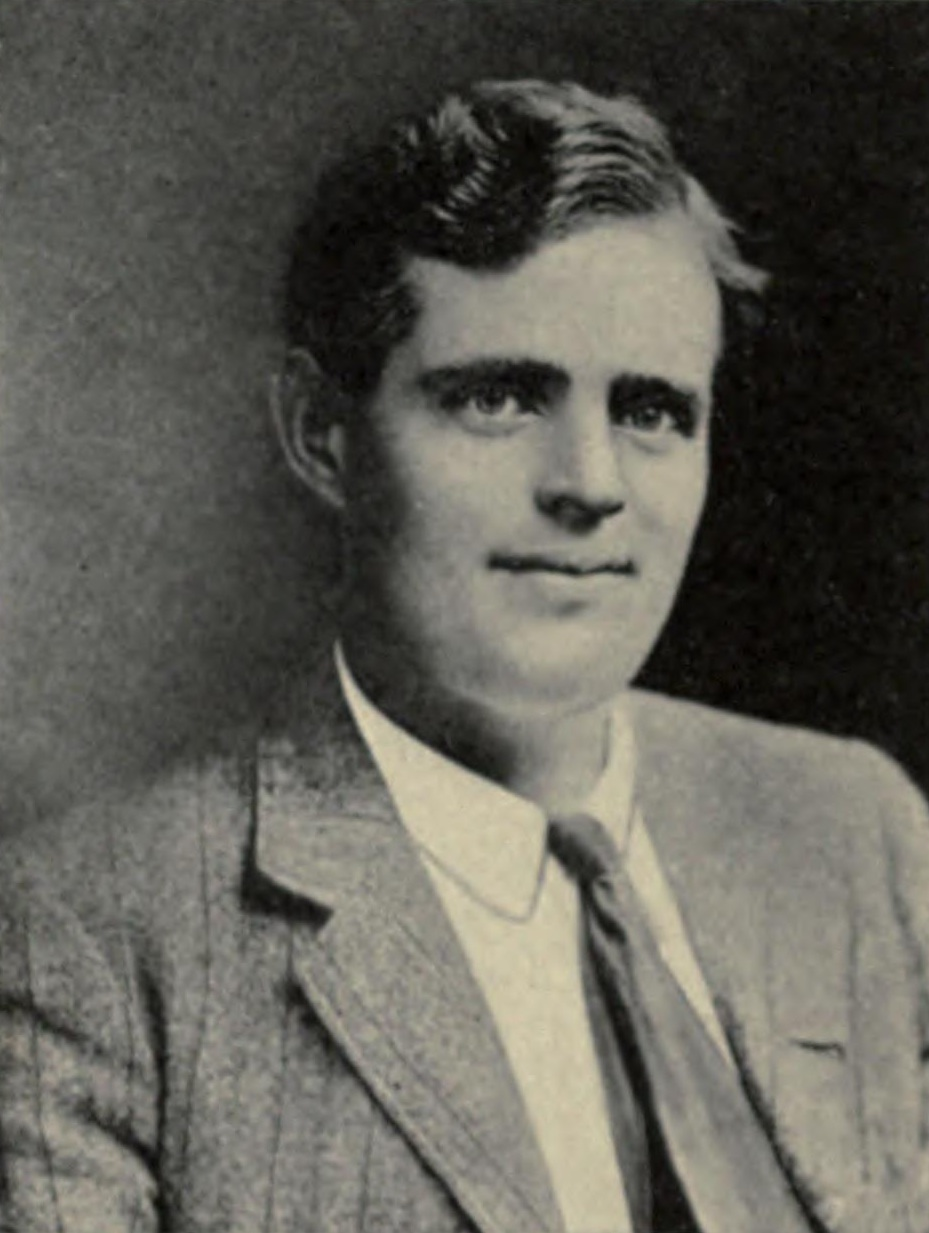
Джек Лондон

Синдром Мартина Идена (синдром достижения цели) — патологическое состояние человека, которое возникает и развивается в результате достижения заветной мечты.  Своё название получил в честь  одноимённого романа Джека Лондона, где главный герой, пройдя долгий и трудный путь к своей мечте, впадает в депрессию и кончает жизнь самоубийством. Синдром проявляется в результате завышенных ожиданий,  а также истощения  нервной системы, что и приводит к летальному исходу.

## Исторические сведения
Данный синдром получил свое название в честь главного персонажа романа Джека Лондона. Мартин Иден прошел тернистый путь от никому ненужного моряка,  до всеми узнаваемого и богатого писателя. Он добивался своей цели не один год, а когда достиг её, впал в глубокую депрессию. Мартин разочаровался в жизни, поскольку став старше и умнее, приблизившись к своей заветной мечте, он потерял веру в людей, веру в добро и справедливость, тем самым весь окружающий мир утратил для него краски. Всё это вызвало депрессию, а как итог привело к суициду. Известно, что персонаж Мартина Идена является автобиографическим, так как многие события в его жизни описывают путь самого Джека Лондона.

## Причины формирования синдрома
Возникновение состояния связано со сбоем в работе психики  и нервной системы человека. Симптомы развиваются под влиянием следующих факторов:
- Длительное напряжение, возникающее из-за изнурительной работы. Нервная система истощается, поэтому после долгожданного осуществления мечты развивается безразличие к происходящему.
- Отсутствие дальнейших планов. Если сосредотачиваться только на одном событии, то после него человек теряется, так как не видит смысла в дальнейшем существовании.
- Слишком высокие ожидания, а также нравственные принципы и идеалы[4]. Возведение цели в абсолют неизбежно приводит к разочарованию, что подрывает нормальную работу психики.
- Особенности высшей нервной деятельности. Развитие подобных патологических состояний многие врачи связывают с характером человека. Меланхоличные [5] или, напротив, холеричные[5] личности склонны тяжелее переносить потрясения.
- Достаточно длинный путь к достижению поставленного результата и многочисленные умственные и физические нагрузки. Психика и нервная система не выдерживают столь длительного и изнурительного давления, что приводит к глубокой депрессии и суицидальной идеации[1]